# Seznam měst, obcí a vojenských obvodů na Slovensku
Toto je kompletní seznam slovenských měst, obcí a vojenských obvodů.
- Seznam měst, obcí a vojenských obvodů na Slovensku, A–G
- Seznam měst, obcí a vojenských obvodů na Slovensku, H–L
- Seznam měst, obcí a vojenských obvodů na Slovensku, M–R
- Seznam měst, obcí a vojenských obvodů na Slovensku, S–Ž

A B C Č D E F G H Ch I J K L M N Ň O P R S Š T Ť U V Z Ž